# Neuilh
Neuilh – miejscowość i gmina we Francji, w regionie Oksytania, w departamencie Pireneje Wysokie.
Według danych na rok 1990 gminę zamieszkiwało 56 osób, a gęstość zaludnienia wynosiła 23 osoby/km² (wśród 3020 gmin regionu Midi-Pyrénées Neuilh plasuje się na 1007. miejscu pod względem liczby ludności, natomiast pod względem powierzchni na miejscu 1688.).